# Włodzimierz Maserok
Włodzimierz Maserok (ur. 1958) – polski koszykarz występujący na pozycji skrzydłowego, trzykrotny medalista mistrzostw Polski.

## Osiągnięcia
Klubowe
- Mistrz Polski (1983)
- Wicemistrz Polski (1982)
- Brązowy medalista mistrzostw Polski (1987)
- Awans do najwyższej klasy rozgrywkowej z Lechem Poznań (1981)